# Коннелли, Джоан Бретон
Джоан Бретон Коннелли (англ. Joan B. (Breton) Connelly; род. 1954) — американский классический археолог, также историк искусства; занимается изучением влияния завоеваний Александра Македонского и межкультурного обмена на эллинистическом Востоке. Доктор философии (1984), профессор Нью-Йоркского университета. Макартуровский стипендиат (1996). Лауреат Ralph Waldo Emerson Award (2015).
Почётный гражданин муниципалитета Пейя (Кипр).
Ученица Brunilde Sismondo Ridgway, также испытала влияние Кристианы Сурвину-Инвуд. Окончила Принстон (бакалавр классики, 1976) и получила степень доктора философии по классической и ближневосточной археологии в Брин-Мор-колледже; в последнем также сначала получила степень магистра в той же области (1979); работала в 1984—1986 там же, станет членом попечительского совета. С 1986 ассистент-, с 1992 ассоциированный, с 2007 профессор Нью-Йоркского университета.
В 2018 приглашенный профессор кафедры истории Пекинского университета, а в 2012 — кафедры Altertumswissenschaft Базельского университета. Феллоу Лондонского общества древностей, Королевского географического общества, Клуба первооткрывателей (где её прозвали — «Индиана Джоан»), Общества женщин-географов.
Проводила раскопки в Греции, Кувейте и на Кипре, у западного побережья которого с 1990 г. руководит экспедицией Нью-Йоркского университета на острове-скале Yeronisos.
Автор Votive Sculpture of Hellenistic Cyprus (1988) и ряда влиятельных статей.
Её спорная книга The Parthenon Enigma: A New Understanding of the World’s Most Iconic Building and the People Who Made It (New York: Knopf, 2014, 486 pp.) {Рец. Caroline Alexander (author), John Boardman, , , , , } удостоилась Phi Beta Kappa Society’s Ralph Waldo Emerson Award (2015), была названа Notable Book года по версии New York Times Book Review, вошла в топ-10 нон-фикшн книг года по версии Daily Beast, а также стала одной из лучших книг по архитектуре и дизайну по версии Metropolis Magazine. Её работа Portrait of a Priestess: Women and Ritual in Ancient Greece (Princeton University Press, 2007, 415 pp.) {Рец. Tyler Jo Smith, } называлась Notable Book года по версии New York Times.